# Svatopluk Pluskal
Svatopluk Pluskal (Zlín, Checoslovaquia, 28 de octubre de 1930-Ústí nad Labem, República Checa, 29 de mayo de 2005) fue un jugador y entrenador de fútbol checo. En su etapa como jugador profesional se desempeñaba como centrocampista defensivo.

## Selección nacional
Fue internacional con la selección de fútbol de Checoslovaquia en 56 ocasiones y convirtió un gol. Formó parte de la selección subcampeona de la Copa del Mundo de 1962.

### Participaciones en Copas del Mundo
| Mundial                        | Sede   | Resultado      | Partidos | Goles |
| ------------------------------ | ------ | -------------- | -------- | ----- |
| Copa Mundial de Fútbol de 1954 | Suiza  | Fase de grupos | 1        | 0     |
| Copa Mundial de Fútbol de 1958 | Suecia | Fase de grupos | 2        | 0     |
| Copa Mundial de Fútbol de 1962 | Chile  | Subcampeón     | 6        | 0     |

### Participaciones en Eurocopas
| Copa          | Sede    | Resultado    | Partidos | Goles |
| ------------- | ------- | ------------ | -------- | ----- |
| Eurocopa 1960 | Francia | Tercer lugar | 0        | 0     |

## Clubes

### Como jugador
| Club          | País           | Año       |
| ------------- | -------------- | --------- |
| SK Letná Zlín | Checoslovaquia | 1947-1951 |
| Dukla Praga   | Checoslovaquia | 1952-1966 |
| LIAZ Jablonec | Checoslovaquia | 1966-1967 |

### Como entrenador
| Club                  | País           | Año       |
| --------------------- | -------------- | --------- |
| Bohemians Praga       | Checoslovaquia | 1969-1970 |
| Enosis Neon Paralimni | Chipre         | 1971-1974 |
| Enosis Neon Paralimni | Chipre         | 1976-1978 |
| Škoda Plzeň           | Checoslovaquia | 1978-1979 |

## Palmarés

### Campeonatos nacionales
| Título                 | Club        | País           | Año  |
| ---------------------- | ----------- | -------------- | ---- |
| Primera División       | Dukla Praga | Checoslovaquia | 1953 |
| Primera División       | Dukla Praga | Checoslovaquia | 1956 |
| Primera División       | Dukla Praga | Checoslovaquia | 1958 |
| Primera División       | Dukla Praga | Checoslovaquia | 1961 |
| Copa de Checoslovaquia | Dukla Praga | Checoslovaquia | 1961 |
| Primera División       | Dukla Praga | Checoslovaquia | 1962 |
| Primera División       | Dukla Praga | Checoslovaquia | 1963 |
| Primera División       | Dukla Praga | Checoslovaquia | 1964 |
| Copa de Checoslovaquia | Dukla Praga | Checoslovaquia | 1965 |
| Primera División       | Dukla Praga | Checoslovaquia | 1966 |
| Copa de Checoslovaquia | Dukla Praga | Checoslovaquia | 1966 |

### Distinciones individuales
| Distinción        | Año  |
| ----------------- | ---- |
| Cena Václava Jíry | 1996 |